# Elmatic
Die Elmatic GmbH (Eigenschreibweise: ELMATIC) ist ein familiengeführtes Unternehmen im Bereich der Gebäudetechnik mit Hauptsitz in Hamburg.
Schwerpunkt sind Planung, Bau, Instandhaltung, Instandsetzung und Sanierung von gebäude- und produktionstechnischen Anlagen sowie das Energie- und Gebäudemanagement für Geschäfts- und Wohnbauten. Das Unternehmen verfügt über deutschlandweit 20 Niederlassungen.

## Geschichte
Mitte der 1950er Jahre plante das Schweizer Elco Oel- und Gasbrennerwerk, in den norddeutschen Raum zu expandieren. Am 22. November 1957 wurde hierzu die Elco Oelfeuerungs GmbH Hamburg in Hamburg gegründet. Geschäftsführer wurde Willy Trachsler, zudem gab es drei weitere Mitarbeiter. 1962 wurde die Ölfeuerungsmontage GmbH (ÖFM) gegründet, die als nicht Fabrikats-gebundene Wartungsfirma auch Wettbewerbsbrenner und andere gebäudetechnische Einrichtungen betreute. 1983 wurde diese in Elcontrol GmbH umbenannt.
Bis 1965 wurden weitere Niederlassungen und Mitarbeiter akquiriert. 8 Jahre nach dem Start des Unternehmens betreuten 150 Mitarbeiter in den Niederlassungen Hamburg, Bremen, Kiel, Lübeck, Lüneburg und Essen Hunderte von Feuerungsanlagen. Die Geschäftsbereiche wurden mit der Zeit erweitert und erstreckten sich über den Bau sowie die Betreuung von Industrie- und Großfeuerungslagen, Prozesswärmeanlagen und Heizwerken bis hin zu Projekten der Gebäudeautomation.
Ende der 1980er Jahre bahnte sich innerhalb der Elco Schweiz eine Führungskrise an, aus welcher die Neubesetzung der Konzernleitung sowie die Fusion der neuen Elco AG mit der deutschen Klöckner resultierte. 1992 kaufte Familie Trachsler die von Elco Holding, Schweiz gehaltene Beteiligung der Elco Hamburg. 1993 fand die Umbenennung in Elmatic Wärme-Technologie GmbH mit Sitz in Hamburg statt. Am 19. April 1999 wurde Stefan Trachsler zum Geschäftsführer ernannt. Im Jahr 2002 wurde die Elmatic Wärme-Technologie GmbH in die Elmatic GmbH umbenannt.